# Mekarsari (Megang Sakti)
Mekarsari is een bestuurslaag in het regentschap Musi Rawas van de provincie Zuid-Sumatra, Indonesië. Mekarsari telt 1727 inwoners (volkstelling 2010).